# Кулачні бої

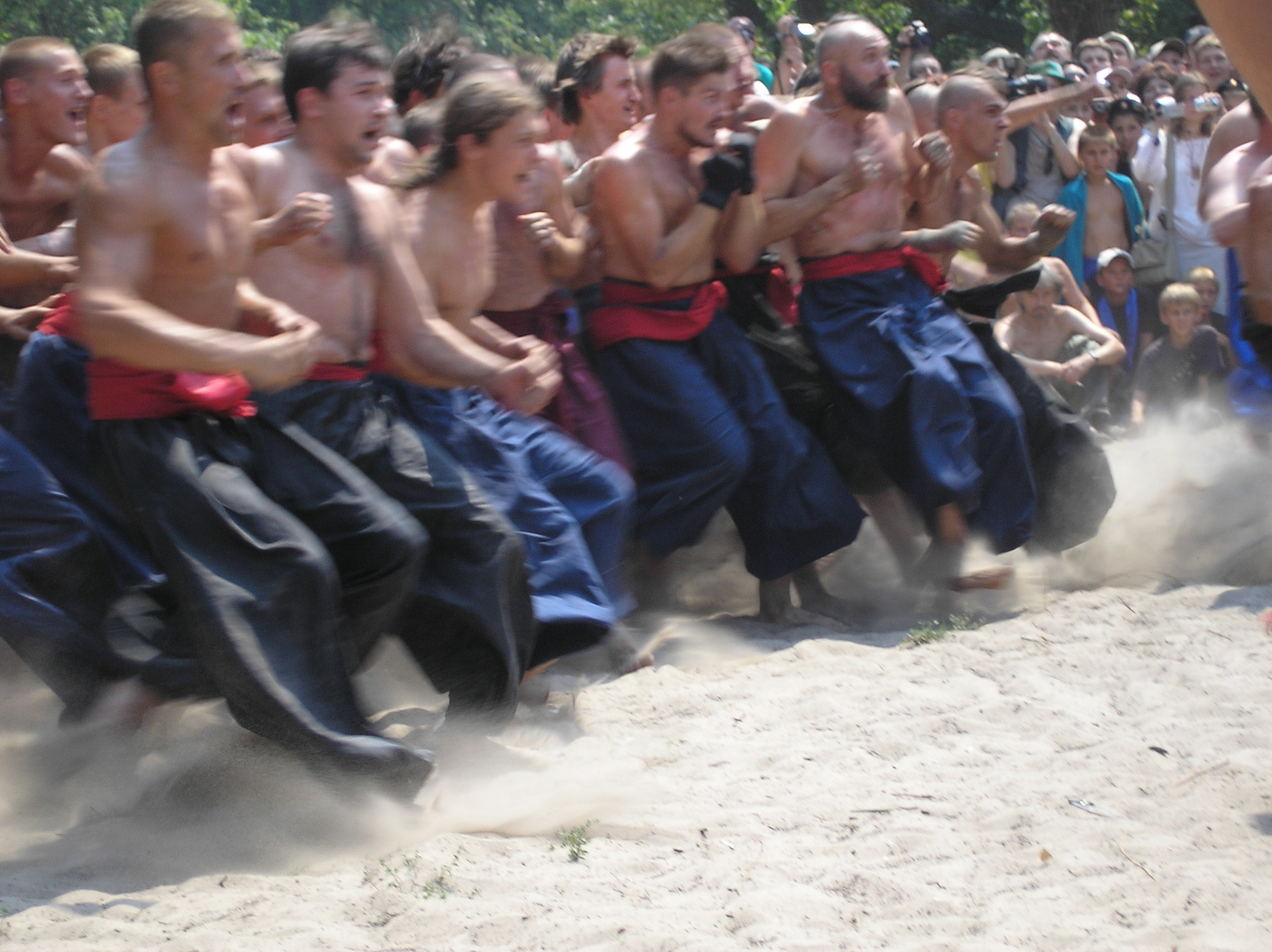
Кулачний бій «лава на лаву». НЗ Хортиця, 2005 рік

Кулачні бої, заст. кула́чки — народна ритуалізована розвага, відома з дохристиянських часів. На Лівобережній Україні ця традиція існувала аж до XX століття.
Кулачні бої звичайно проходили взимку на льоду річок, ставків, озер, нерідко там, де відбувався обряд водохрехреща. Сходилися чоловіки з двох сусідніх сіл чи хуторів. У великих селах і в містах бої йшли між мешканцями різних вулиць чи кутків.
Кулачні бійці дотримувались певних неписаних правил. Спочатку «чубарились» діти, і лише потім включалися у боротьбу дорослі чоловіки. Не дозволялося бити лежачого. Переможцем вважалася та сторона, якій вдавалося витіснити суперників з поля бою або змусити їх до втечі.